# Chantonnay
 Chantonnay  es una población y comuna francesa, en la región de Países del Loira, departamento de Vendée, en el distrito de La Roche-sur-Yon y cantón de Chantonnay.

## Geografía
Capital de cantón, la comuna se sitúa en la periferia del denominado bocage de Vendée.
La población se localiza en una cubeta geológica que alberga un subsuelo rico y variado que permitió por ejemplo la explotación de una mina de carbón durante el siglo XIX y parte del siglo XX. La atraviesa el río Mozée y el Lay.
Chantonnay se fusionó durante el siglo XX con las poblaciones limítrofes de Puybelliard y de Saint-Mars-des-Prés, y se ha asociado a la población de Saint-Philbert-du-Pont-Charrault.
Cuenta con una estación de tren en la línea de regionales entre Les Sables-d'Olonne y Tours.

### Poblaciones limítrofes
- Bournezeau ;
- Saint-Germain-de-Prinçay ;
- La Réorthe ;
- Saint-Vincent-Sterlanges ;
- Saint-Hilaire-le-Vouhis ;
- Bazoges-en-Pareds ;
- Sainte-Cécile.

## Economía
Chantonnay cuenta con una actividad industrial importante ligada a la presencia de Fleury Michon, Doux, Pubert y Gautier.

## Demografía
| 6008 | 6172 | 6991 | 7235 | 7458 | 7541 |
| Para los censos de 1962 a 1999 la población legal corresponde a la población sin duplicidades (Fuente: INSEE [Consultar]) |      |      |      |      |      |